# Orangerie ('s-Hertogenbosch)
De Orangerie is een evenementencomplex in de Nederlandse stad 's-Hertogenbosch, gevestigd in de voormalige Sint-Josephkerk.

## Geschiedenis
In 1859 werd de Sint-Josephkerk gebouwd als kloosterkerk door de paters redemptoristen, die zich in 1854 in 's-Hertogenbosch gevestigd hadden. Het gebouw is naar ontwerp van architect Arnoldus van Veggel. 
De voormalige kerk werd omschreven als een neogotische kruisbasiliek met gestukadoorde houten kruis-, rib- en stergewelven. Al in de 50'er jaren neemt de populariteit van het celibaat af. Er kwamen weinig nieuwe paters bij en in 1971 waren er nog slechts 5 paters in de kerk en het klooster gehuisvest. Deze 5 paters vertrokken op 5 augustus 1971 naar het redemptoristenklooster in Wittem en de Sint-Josepherk kwam leeg te staan. Vanaf dat moment was de kerk geen gebedshuis meer. Enkele vooraanstaande Bosschenaren (waaronder Bosschenaar van de eeuw mr. Hein Bergé) zorgden ervoor dat de kerk niet werd gesloopt. De gemeente werd eigenaar en huisvestte er tussen 1971 en 1989 o.a. kunstenaars en popbands. De laatste bewoner was kringloopcentrum S.O.S. rommelmarkt. In 1990 werd het gebouw aangekocht door een commerciële partij en sindsdien heet het Orangerie.